# اسکیپ اسکولنیک
اسکیپ اسکولنیک (انگلیسی: Skip Schoolnik؛ زادهٔ ۱۷ ژوئیهٔ ۱۹۴۵) کارگردان فیلم، تهیه‌کننده فیلم و تدوین‌گر اهل ایالات متحده آمریکا است.
از فیلم‌ها یا مجموعه‌های تلویزیونی که وی در آن‌ها نقش داشته‌است، می‌توان به نایت رایدر ۲۰۱۰ اشاره نمود.